# Robert Payer
Robert Payer (Ágfalva bij Sopron, 25 april 1933) is een Duits componist, dirigent en trombonist van Hongaarse afkomst. Hij is oprichter en dirigent van de Original Burgenlandkapelle, een blaaskapel uit Schwäbisch Gmünd.

## Levensloop
Payer groeide op in Ágfalva en speelde tenorhorn in het plaatselijke harmonieorkest. Tijdens zijn militaire dienst in het Hongaarse volksleger was hij trombonist in een militaire muziekkapel in Sopron en studeerde aldaar. Na de Hongaarse Opstand in 1956 vertrok zijn familie naar Duitsland. Hij studeerde verder bij Fritz Heckler in Heidelberg en behaalde zijn diploma's. In 1960 richtte hij met andere muzikanten, die meestal ook uit het Burgenland kwamen, een blaaskapel op met de naam Original Burgenlandkapelle. Hij werd dirigent van deze kapel en schreef verschillende werken voor dit ensemble. In 1971 maakte de Original Burgenlandkapelle en concerttournee door de Verenigde Staten. Vervolgens verzorgde men verschillende optredens in radio- en televisie-uitzendingen en maakte plaat- en cd-opnames.

## Composities

### Werken voor harmonieorkest/blaaskapel
- Am Burggraben
- Burgenländer Grüsse
- Burgenländer-Kirchweih
- Burgenländer Perlen 1
  1. Gruss an Iglau
  2. Lasst die Gläser hell erklingen
  3. In der Weinschenke
  4. Annelie Polka
  5. Frohe Stunden
  6. Liebe Freunde
- Burgenländer Perlen 2
  1. Wenn der Wein blüht
  2. Beim Muskatwein
  3. Eine Rose für Dich
  4. Wir kommen bald wieder
  5. Servus, pfüat Gott und auf Wiedersehen
- Dorfidylle
- Drei rote Rosen
- Ein Leben nur mit dir
- Für Stunden der Freude
- Gruß an Eisenstadt
- Gruß an Pannonien
- Herz-As-Polka
- Himmelblaue Augen
- In der Heimatschenke
- In der Weinschenke
- Jeden Tag ein bisschen Glück
- Kleine Anuschka
- Mach' die Augen zu und lass uns träumen
- Mit Schwung voran
- Puszta Impressionen, Hongaarse concertfantasie
- Treffpunkt Stern
- Ungarischer Defiliermarsch
- Wenn der Wein blüht